# Horst Schubert
Horst Schubert (11 juin 1919 - 2001) est un mathématicien allemand.

## Biographie
Schubert est né à Chemnitz et étudie les mathématiques et la physique aux universités de Francfort-sur-le-Main, Zurich et Heidelberg, où en 1948 il obtient son doctorat sous la direction d'Herbert Seifert avec la thèse Die eindeutige Zerlegbarkeit eines Knotens in Primknoten . De 1948 à 1956, Schubert est assistant à Heidelberg, où il obtient en 1952 son habilitation. À partir de 1959, il est professeur extraordinaire et à partir de 1962, professeur ordinaire à l'Université de Kiel. De 1969 à 1984, il est professeur à l'Université de Düsseldorf.
En 1949, il publie sa preuve que tout nœud orienté dans {\displaystyle S^{3}} se décompose en une somme connectée de nœuds premiers d'une manière unique, jusqu'à la réorganisation. Après cette preuve, il trouve une nouvelle preuve basée sur son étude des tores incompressibles en compléments de nœuds ; il publie ce travail Knoten und Vollringe dans Acta Mathematica, où il définit les nœuds satellites et compagnons.
Pendant la Seconde Guerre mondiale, Schubert travaille comme mathématicien et crypto-analyste dans l'organisation de renseignement électromagnétique de la Wehrmacht en tant qu'expert des chiffres et codes de l'armée russe et polonaise ainsi que des codes et chiffres des agents, obtenant le grade de lieutenant.